# Premio Pulitzer 1954
Quella del 1954 fu la trentottesima assegnazione dei Premi Pulitzer e vide il conferimento di tredici premi in quattordici categorie, otto relative al mondo del giornalismo e sei relative al mondo della letteratura, della drammaturgia e della musica.
In quest'edizione, la giuria fu composta da 14 membri, tra cui il presidente della Columbia University, Grayson Kirk, e fu presieduta da Joseph Pulitzer, redattore del St. Louis Post-Dispatch nonché omonimo figlio del fondatore dei premi Pulitzer, Joseph Pulitzer.

## Giornalismo
- Pubblico servizio:

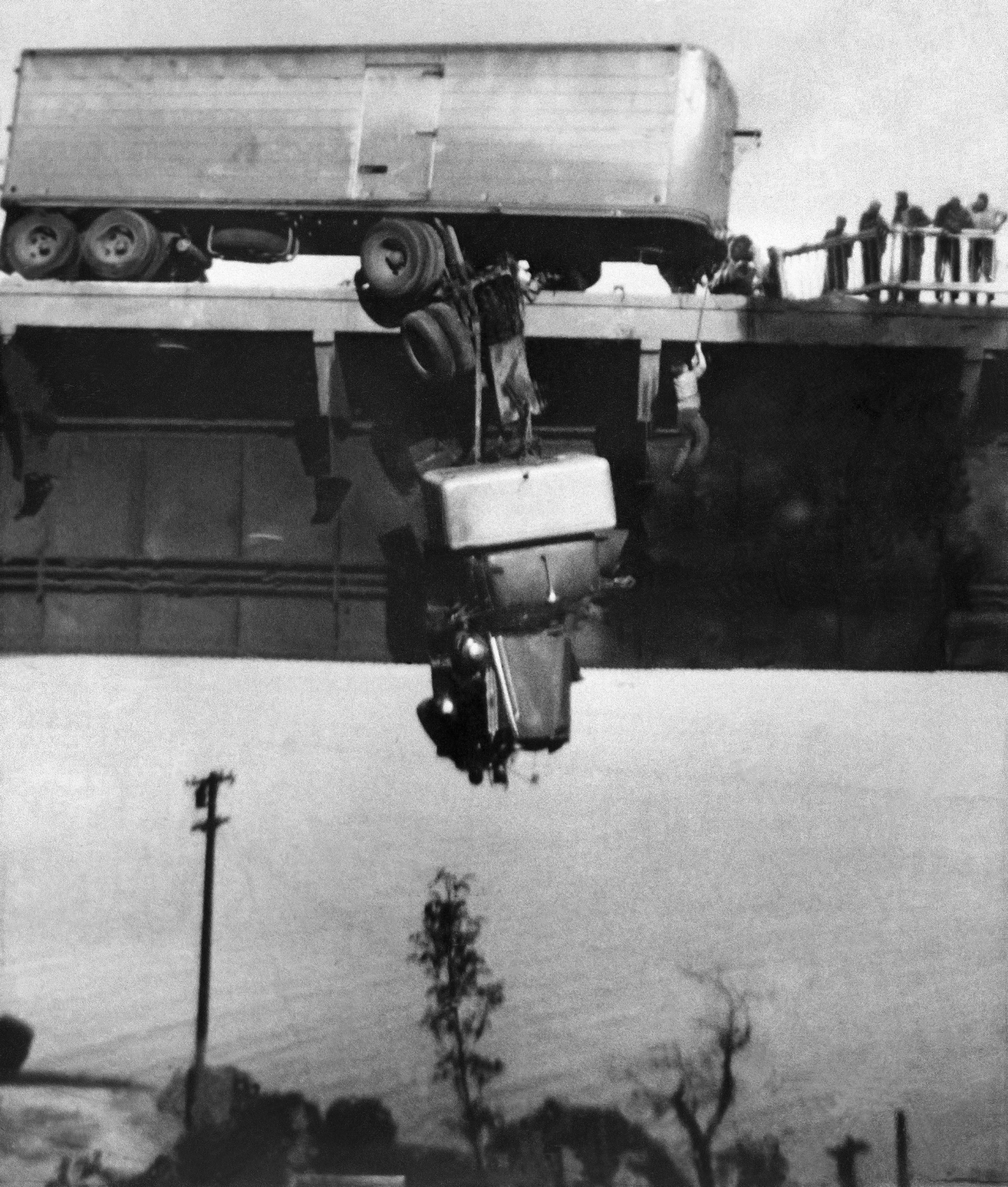
Rescue on Pit River Bridge, la fotografia vincitrice del Premio Pulitzer del 1954

  - Newsday, per la sua denuncia degli scandali ippici e del racket sindacale nello Stato di New York, che hanno portato all'incriminazione per estorsione, alla dichiarazione di colpevolezza e all'incarcerazione di William C. DeKoning, Sr.
- Giornalismo locale di ultim'ora:
  - Vicksburg Sunday Post-Herald, per l'eccezionale copertura giornalistica data al tornado del 5 dicembre 1953, in condizioni di straordinaria difficoltà.
- Giornalismo locale investigativo:
  - Alvin Scott McCoy, del The Kansas City Star, per una serie di articoli esclusivi che ha portato alle dimissioni di C. Wesley Roberts da presidente del comitato nazionale repubblicano.
- Giornalismo nazionale:
  - Richard L. Wilson, del Des Moines Register and Tribune, per la pubblicazione esclusiva del rapporto dell'FBI alla Casa Bianca sul caso di Harry Dexter White, prima ancora che questo che fosse presentato al Senato da J. Edgar Hoover.[3]
- Giornalismo internazionale:
  - Jim G. Lucas, dello Scripps-Howard Newspapers, per il suo encomiabile servizio di 26 mesi come corrispondente di guerra dalla prima linea della guerra di Corea, con reportage sulla guerra, l'armistizio e gli scambi di prigionieri.
- Editoriale:
  - Don Murray, del Boston Herald, per i suoi encomiabili editoriali che hanno riscosso grande attenzione per la loro analisi dei cambiamenti nella politica militare statunitense.
- Vignetta editoriale:
  - Herbert L. Block, del Washington Post e del Washington Times-Herald, per una vignetta raffigurante la Morte che, rivolta a Stalin dopo la morte di questo, gli dice: "Sei sempre stato un mio grande amico, Josef.
- Fotografia:
  - Virginia Schau, una fotografa dilettante di San Anselmo, per lo scatto intitolato Rescue on Pit River Bridge, pubblicato sull'Akron Beacon Journal e distribuito a livello nazionale dall'Associated Press.

## Letteratura, drammaturgia e musica
- Narrativa:
  - Non assegnato.
- Drammaturgia:
  - The Teahouse of the August Moon, di John Patrick (Putnam).
- Storia:
  - A Stillness at Appomattox, di Bruce Catton (Doubleday).
- Biografie o Autobiografie:
  - The Spirit of St. Louis, di Charles Lindbergh (Scribner).
- Poesia:
  - The Waking, di Theodore Roethke (Doubleday).
- Musica:
  - Concerto For Two Pianos and Orchestra, di Quincy Porter, eseguito per la prima volta dall'Orchestra di Louisville il 17 marzo 1954.